# Trasceptor X2
X2 es un factor de forma para un transceptor que proporciona conectividad de fibra óptica a 10 gigabit por segundo, para uso en routers, switches y plataformas de transporte óptico. Es una interfaz de 10 gigabits de primera generación relacionada con los formatos similares XENPAK y XPAK. X2 se puede utilizar con ethernet de 10 gigabits o con equipos SDH/SONET de velocidades OC-192/STM-64.
Los módulos X2 son más pequeños y consumen menos energía que los módulos XENPAK de primera generación, pero más grandes y consumen más energía que el estándar de transceptor XFP y los estándares SFP+ más modernos.
A partir de 2016, este formato es relativamente poco común y ha sido reemplazado por SFP+ de 10 Gbit/s en la mayoría de los equipos actuales.